# Thông dịch
Thông dịch hoặc thông ngôn là một hoạt động phiên dịch trong đó dựa trên cơ sở tiếp xúc một lần với sự diễn đạt từ ngôn ngữ nguồn, người ta tạo ra ngay bản dịch đầu tiên và cũng là bản dịch cuối cùng cho nó.
Hai lối thông dịch phổ biến nhất là "thông dịch đồng thời" – được thực hiện ngay trong lúc tiếp xúc với ngôn ngữ nguồn – và "thông dịch tiếp liền" – được thực hiện tại những điểm ngừng sau mỗi lúc tiếp xúc với ngôn ngữ nguồn.
Thông dịch là một hoạt động của con người từ thời cổ đại có trước cả khi phát minh ra chữ viết. Tuy nhiên, nguồn gốc của nghề thông dịch có từ cách đây chưa đầy một thế kỷ.